# Накамарра, Дорин Рид
Дорин Рид Накамарра (англ. Doreen Reid Nakamarra; около 1948/1952, Австралия — 20 октября 2009) — австралийская художница-абориген.

## Биография
Дорин Рид Накамарра родилась около 1950 года в Западной пустыне Австралии, она была одним из самых известных художников-аборигенов Австралии.
Дорин Рид Накамарра была из Кивикурра, маленькой общины аборигенов, расположенной 600 км к западу от Алис-Спрингс. Она была замужем за художником George Janpu Tjapaltjarri.
Её работы были представлены на многих крупных выставках, включая выставку в Национальной галерее Австралии, Биеннале Сиднея в 2008, Московскую биеннале современного искусства в 2009 году.

## Творчество
В 1990-х Дорин Рид Накамарра начала рисовать акриловыми красками, перенося традиционный для своего народа дизайн росписи по телу на холст. С 1996 по 2000 годы она создала всего несколько картин, постепенно её мастерство и уверенность росли — между 2001 и 2003 годами художница нарисовала уже около шестидесяти работ.
В ходе творческой карьеры стиль и композиция картин менялись: в ранний период иконография её работ была типичной для её соплеменников, к 2003 году Накамарра разработала свой узнаваемый минималистский стиль. Даже небольшие её работы выполнены с большой детализацией, зигзаги и ломанные линии создают оптический эффект.
Работы художника отличает сложный линейный рисунок. Хотя произведения Накамарра отражают окружающее пространство и связаны с конкретной местностью, в которой ей приходилось бывать (пунктирные линии, например, дают представление о вершинах песчаных дюн, линиями показан ручей), она всегда хотела, чтобы её произведения оценивали отдельно от «истории», и намеренно подписывала свои работы «Без названия».